# Cephalops nagatomii
Cephalops nagatomii är en tvåvingeart som först beskrevs av Hardy 1972.  Cephalops nagatomii ingår i släktet Cephalops och familjen ögonflugor.
Artens utbredningsområde är Thailand. Inga underarter finns listade i Catalogue of Life.